# Víctor Etxeberria
Víctor Etxeberria Carrasco (nascido em 24 de março de 1993 em Estella-Lizarra em Navarra) é um ciclista espanhol, membro da equipa Vigo-Rias Baixas.

## Biografia
Em 2011, Víctor Exteberria é consagrado Campeão da Espanha em estrada juniores.
Durando a temporada de 2013, é stagiaire a decorrer o mês de agosto nas fileiras da formação basca Euskadi. No ano seguinte, passa profissional aos 20 anos nas fileiras desta equipa.
Em 2015, ele integra a filial da equipa Caja Rural-Seguros RGA. No mês de março, toma o quarto lugar da Subida a Gorla conseguida pelo seu colega Jonathan Lastra, e dominada pela sua equipa Caja Rural-Seguros RGA que posiciona quatro dos seus corredores entre os cinco primeiros. Em abril, toma a segunda do grande Prêmio Vila-real, uma carreira por etapas de dois dias.. Distingue-se particularmente em agosto conseguindo a Volta a Palencia, graça sobretudo à sua vitória de etapa durante a primeira etapa com mais de um minuto de antemão ao pelotão. Classifica-se igualmente durante esta temporada quinto da Volta a Navarra e sétimo da Volta a Galiza. Assina um contrato em final de ano com o equipa continental portuguesa Rádio Popular-Boavista.
Para os seus começos no território lusitanio em 2016, ocupa principalmente um papel de jogador para os seus líderes nas carreiras montanhosas. Termina entre outro 22.º da Volta ao Alentejo, 24.º do Grande Prêmio Liberty Seguros ou ainda 28.º da Volta de Castela e Leão. Após de ter tomado a 16.º lugar do Troféu Joaquim-Agostinho, está seleccionado pela sua formação para disputar o mais de importante vencimento do ano : a Volta a Portugal. Um tempo portador da camisola branca de melhor jovem, ele cede no entanto durante as etapas decisivas e tem que se alegrar do terceiro lugar nesta classificação diferencial. Conclui a prova no 31.º lugar, o seu colega Daniel Silva sobe com respeito a sobre-lhe a terceira andadura do pódio final.
Em 2017, os seus principais resultados obtidos são um 12.º lugar de etapa na Volta de Castela e Leão bem como uma 17.º posição na Classica Aldeias do Xisto. Não conservado pela sua equipa à saída desta estação, ele reintrega a filial da equipa profissional Caja Rural-Seguros RGA para a temporada seguinte, onde será o corredor o importante da reserva.

## Palmarés
- 2011
  -  Campeão da Espanha em estrada juniores
- 2015
  - Volta a Palencia :
    - Classificação geral
      - 1.ª etapa

  - 2.º da Laudio Saria
- 2018
  - Campeão do País basco em estrada
  - 2.º do Memorial Aitor Bugallo
  - 2.º do Andra Mari Sari Nagusia
  - 3.º do Troféu Guerrita
  - 3.º da Dorletako Ama Saria
  - 3.º do Torneio Euskaldun
- 2019
  - Vencedor do Torneio Euskaldun
  - Troféu Santiago de Chile em Cos
  - Volta a Ávila :
    - Classificação geral
      - 1.ª etapa

  - 2.º da San Gregorio Saria
  - 3.º do Memorial Cirilo Zunzarren
  - 3.º do Euskal Bailarak Kriteriuma

## Classificações mundiais
| Ano             | 2017   |
| UCI Europe Tour | 1 623. |